# 分区密度地图
是一种专题地图，它使用有关变量分布的辅助信息来改进面量圖的分区，并按照新的分区方式将地理场可视化。该方法最常用于绘制人口密度的地图。分区密度地图结合了面量圖和等值线图的优点和缺点。:271

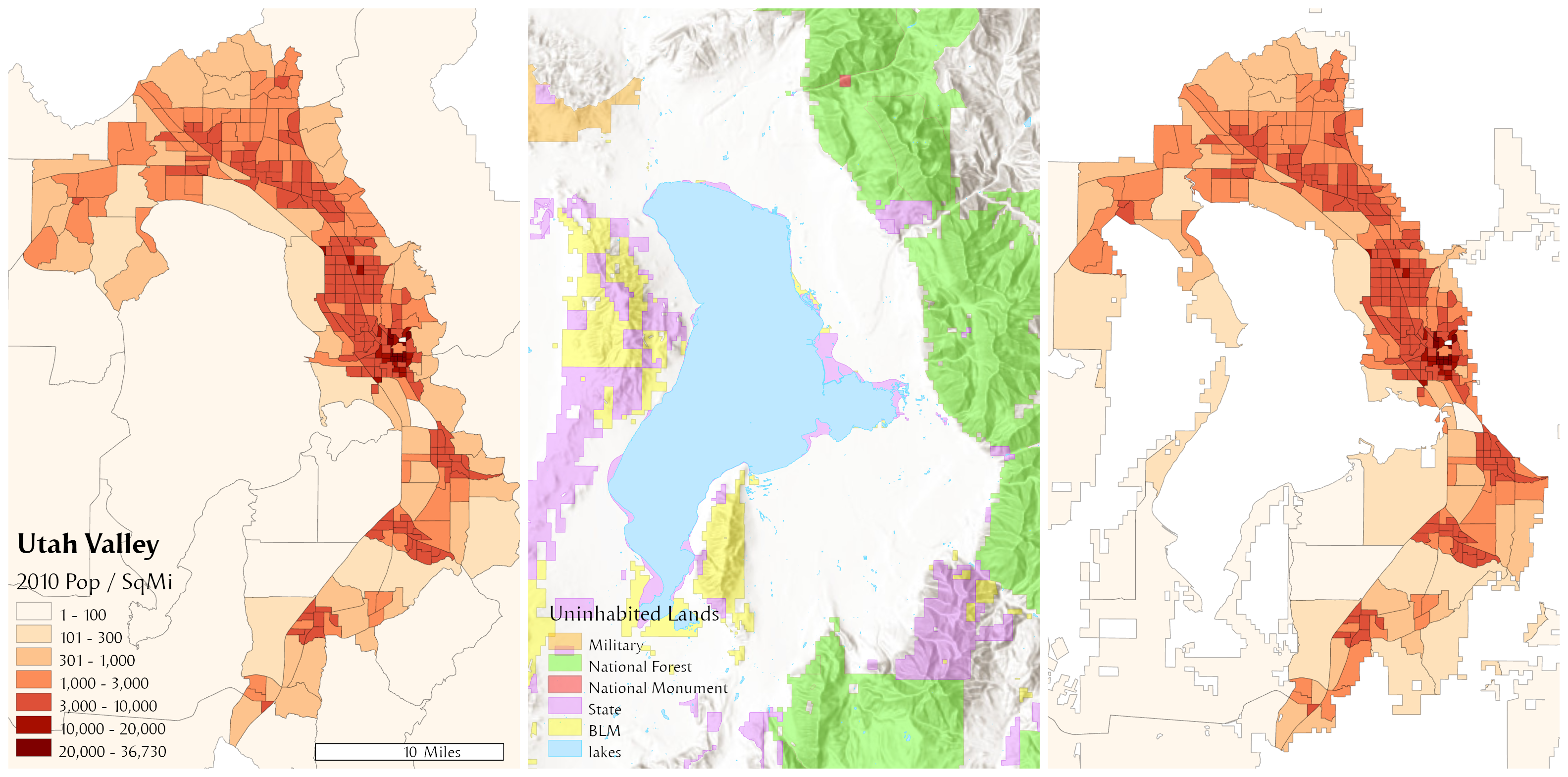
使用二元法创建犹他州犹他谷的人口分区密度地图的步骤。左侧面板显示原始分区，第二个面板表示已知无人居住的土地，包括水域和公共土地。第三个面板显示了移除无人区后重新计算密度的结果。注意市区边缘周围的密度和原始相比有所增加。

以分区密度地图取代面量圖，是因为它们能更准确地呈現数据的真實分布。面量圖和分區比重圖主要有三個不同點。首先，生成分區比重圖邊界時會用到辅助数据，而面量圖則使用更加通用的單元作為邊界（例如美国县边界）。其次，面量圖的區域內可能是異質的，而分區比重圖的設計初衷即儘可能使分區的內部同質。最后，面量圖方法已有标准化方法，而對分區比重圖的類似方法則尚缺乏研究。

## 历史

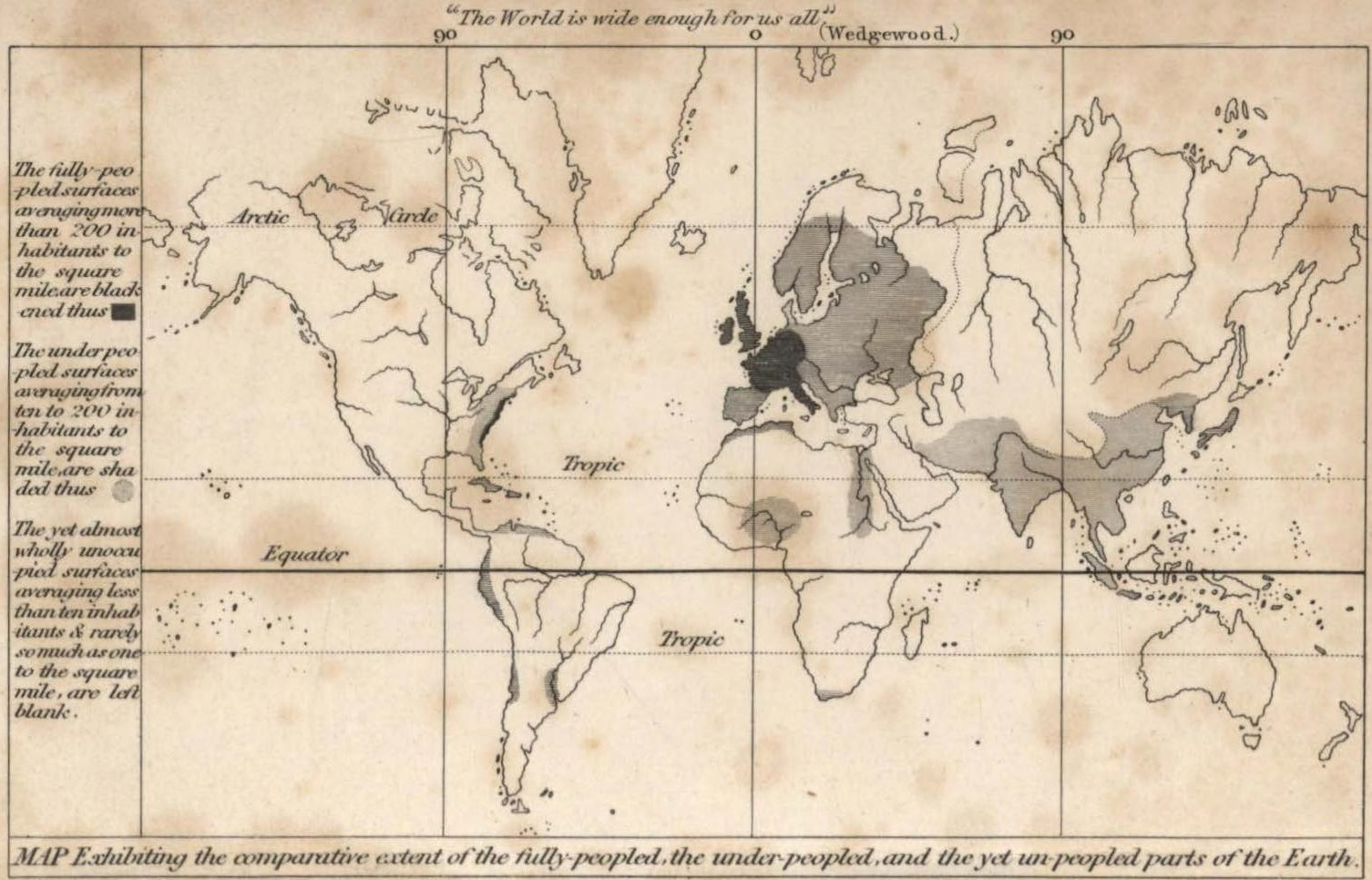
斯克罗普于1833年绘制的世界人口密度图，这可能是第一张分区密度地图。

最早使用这种方法的地图包括1833年乔治·朱理亚·波勒特·斯克罗普绘制的世界人口密度地图和1838年亨利·德鲁里·哈尼斯绘制的爱尔兰人口密度地图，但他们并未记录下绘制这些地图的方法。
分区密度地图的英文“dasymetric map”中的“dasymetric”一词是1911年由 Benjamin Semyonov-Tian-Shansky创造的，他首先完整地设计并记录了该技术，并将这种地图定义为“无论其行政边界如何，都能够呈现为现实分布”的地图。他提出了几种改进等值区域图的方法，其中一些更像是等值线地图，但他设计得最完善并使用的分区密度地图至今仍在沿用，不过目前已经改用数字化的资料和GIS等工具来绘制了。
在俄罗斯之外，这项技术在1930年代由J. K. Wright推广，有时该方法被错误地认为是他的发明。 沃尔多·托布勒介绍了最早的分区密度地图的计算机算法之一，他称之为pycnophylactic插值法；他似乎不了解早期的研究，只引用了关于等值线地图的文献。此后，大多数其他方法都使用计算机算法或GIS软件来构建分区密度地图。
与其他形式的专题制图一样，分区密度地图的创建和历史应用源于对人口数据的准确可视化方法的需要。由于缺乏可供公众使用的标准化分区密度地图技术，分区密度地图并未得到广泛使用。这导致该方法高度主观、标准不一。尽管公共卫生等领域仍然依赖等值区域图，但在诸如航空插值和使用遥感的人口估计等发展中的领域中，分区密度地图正变得越来越普遍。

## 方法
分区密度地图的制图方法，首先是在选取预定义的地理区域上聚合的变量，如在等值区域图中。然后，结合辅助信息来调整这些区域的边界。第三步是根据新边界的需要调整变量，可以是精确计算，也可以是插值估计。
最常见的辅助数据类型是土地覆盖，按人类定居程度，将土地重分类为从无人居住的荒野到城市地区的不同类别。另一种选择是地籍数据，包括小尺度行政区域（例如，国家公园、自然保护区）或大尺度地块。
绘制这种地图最简单、最常见的技术是二元法（binary method），给出已知无人居住的区域，例如水体，并将这些区域从等值区域图中裁切出来，以便在最终地图上显示为空。如果地图反映的变量和面积相关（例如人口密度），则需要根据改善后区域的面积重新计算数值。
已有学者设计出多种更复杂的插值技术，使用辅助数据将个体重新分配到更密和更疏的分区（并由此汇总），类似于Tian-Shansky的原始方法。最初，如何将人口重新分配到辅助修正后的各分区（例如，“农业用地”应该有多高密度？）是以常识的方式完成的，但现代自动化方法使用统计分析来进行估算，将等值区域“最佳拟合”到辅助修正后的分区。

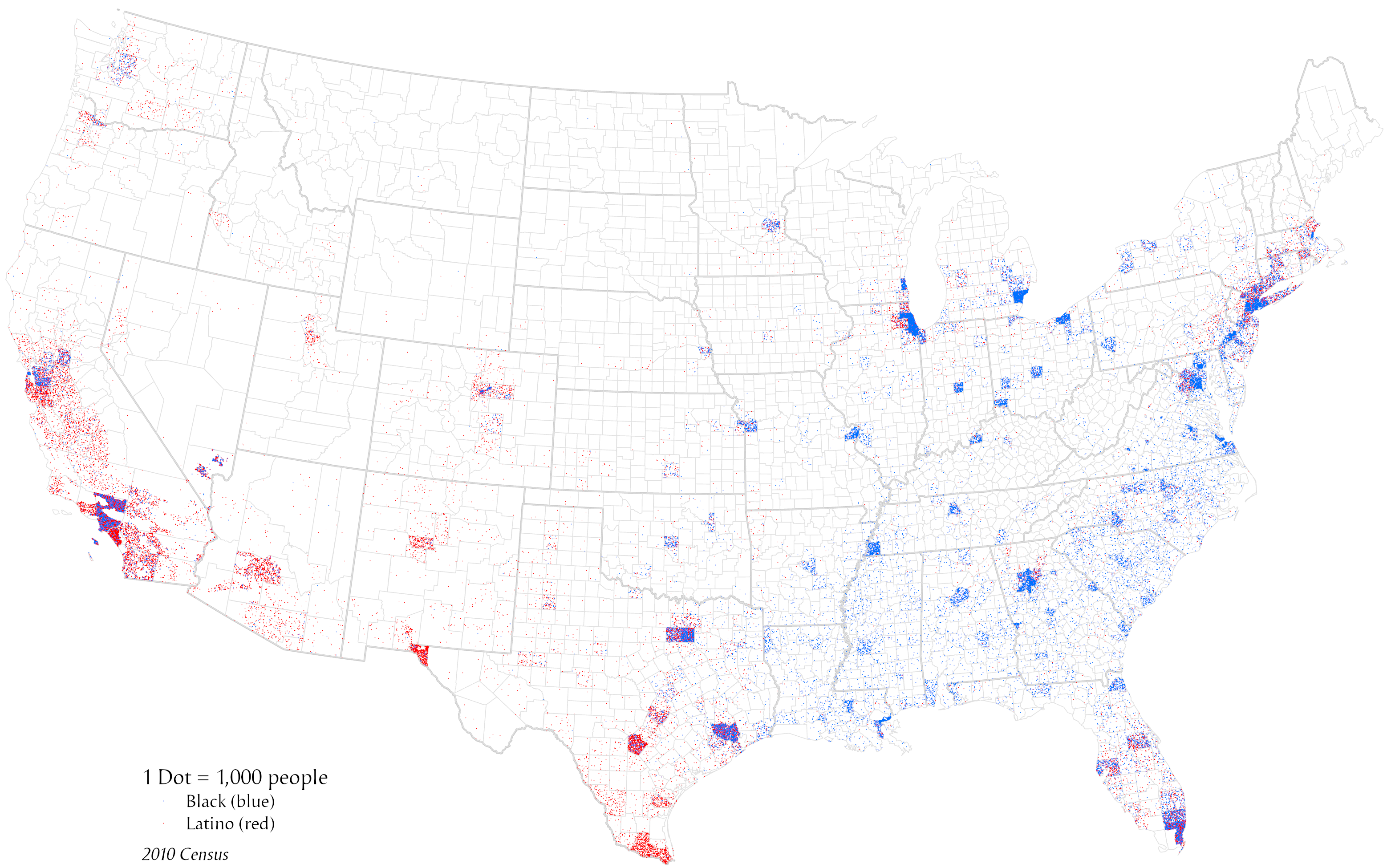
这张点密度图应用了二元法来排除已知无人居住的政府所有土地。修正的影响在西部最为明显，在大县可以看到很多空地。

二元法也可以应用于点分布图，其中预定义的区域（与等值区域地图相同的源数据）填充有与变量总量成比例的点数。因为这些点通常是随机放置的，所以可能会给人一种区域内部同质的印象，类似等值区域地图的单一颜色。而分区密度方法则融合了一个辅助图层，该辅助图层表示已知值为0的区域（变量为人口密度时，则表示无人区），该辅助图层用作掩模，不允许将点布置在这些区域，而迫使它们更集中在未遮盖的空间中（在现实中，这些地区的个体可能更密集）。这样一来就能绘制出更精确的点分布，更接近现实中的密度分布。
托布勒的pycnophylactic插值算法有一个基本假设：由原始等值区域图建模的地理场具有高度的空间自相关性；也就是说，现实世界中人口密度的空间分布应该是渐变的，而不是正好在区域边界上突变的。基于当时制图学中常见的场的“统计表面”，他的算法使用微分方程，从等值区域的“阶梯表面”构造出一个光滑的“表面”，同时确保表面的总体积（即总人口）保持不变。因为它不直接包含辅助信息，所以有些人认为它严格来讲不是一种分区密度地图，而是一种与之相关的“区域插值”技术。现在已有融合了分区密度地图和pycnophylactic技术的算法。